# Paddy Lowe

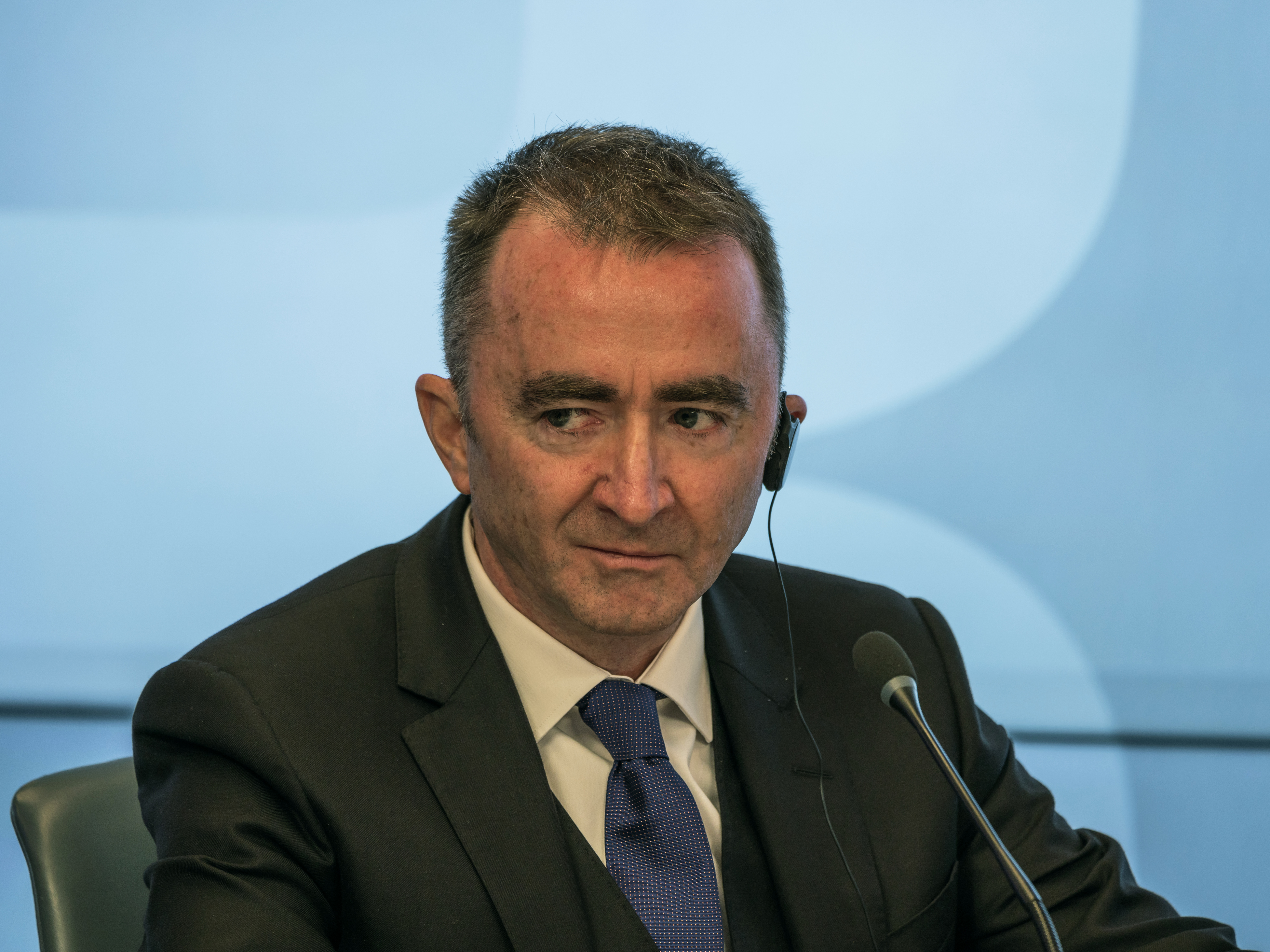
Paddy Lowe, 2018

Paddy Lowe (* 8. April 1962 in Nairobi, Kenia) ist ein britischer Motorsport-Ingenieur.

## Leben
Lowe erlangte 1984 am Sidney Sussex College der University of Cambridge sein Ingenieursdiplom. Seit 1987 ist der Brite in der Formel 1 tätig. Sein erstes Engagement erhielt er bei Williams als Chefingenieur im Elektronikbereich. 1993 wechselte er zum Konkurrenten McLaren, wo er die Forschungs- und Entwicklungsabteilung leitete. In der teaminternen Hierarchie stieg Lowe kontinuierlich auf und so arbeitete er im McLaren-Formel-1-Team ab 2005 als Chefingenieur. 2011 erfolgte mit der Ernennung zum Technischen Direktor ein weiterer Karrieresprung. Seit Juni 2013 war er für das Formel-1-Team von Mercedes tätig. Sein Nachfolger bei McLaren wurde Tim Goss. Im Januar 2017 wurde Lowe von Mercedes freigestellt.
Am 16. März 2017 gab Lowe bekannt, dass er ab der Formel-1-Weltmeisterschaft 2017 zurück zu Williams wechselt. Dort trat er als technischer Direktor die Nachfolge von Pat Symonds an. Zudem stieg er auch als Anteilseigner in das Team ein und wurde Mitglied im Vorstand.
Am 6. März 2019 wurde bekannt, dass Lowe aus persönlichen Gründen von seinem Posten als technischer Direktor zurücktritt. Williams war zuvor verspätet in die Wintertests der Formel 1 eingestiegen, da es Probleme mit der Fertigstellung des Williams FW42 gab. 
Am 25. Juni 2019 gab Williams die endgültige Trennung bekannt.
Lowe ist verheiratet und Vater zweier Kinder.